# Pietro D’Elia
Pietro D'Elia (Salerno, 1946. április 20.–?) olasz nemzetközi labdarúgó-játékvezető.

## Pályafutása

### Nemzeti játékvezetés
A küldési gyakorlat szerint rendszeres partbírói tevékenységet is végzett. 1977-ben lett az I. Liga játékvezetője. Az FC Catanzaro–SS Lazio (1:2) bajnoki találkozón debütált az élvonalban. Az aktív nemzeti játékvezetéstől 1992-ben vonult vissza. Első ligás mérkőzéseinek száma: 192.

#### Nemzeti kupamérkőzések
Vezetett kupadöntők száma: 3.

##### Olasz labdarúgókupa
Az olasz JB elismerve szakmai munkáját, több alkalommal is megbízta valamelyik kupadöntő koordinálásával.
| Időpont           | Helyszín                 | Mérkőzés típusa        | Mérkőzés          | Eredmény |
| ----------------- | ------------------------ | ---------------------- | ----------------- | -------- |
| 1990. február 28. | Olimpiai Stadion, Torino | első döntő mérkőzés    | Juventus–AC Milan | 0 : 0    |
| 1990. április 25. | San Siro Stadion, Milánó | második döntő mérkőzés | AC Milan–Juventus | 0 : 1    |

##### Olasz labdarúgó-szuperkupa
| Időpont              | Helyszín                 | Mérkőzés típusa        | Mérkőzés                 | Eredmény |
| -------------------- | ------------------------ | ---------------------- | ------------------------ | -------- |
| 1989. június 14.     | San Siro Stadion, Milánó | döntő első mérkőzés    | AC Milan–UC Sampdoria    | 3 : 1    |
| 1989. szeptember 29. | San Siro Stadion, Milánó | döntő második mérkőzés | Internazionale–Sampdoria | 2 : 0    |

### Nemzetközi játékvezetés
Az Olasz labdarúgó-szövetség JB terjesztette fel nemzetközi játékvezetőnek, a Nemzetközi Labdarúgó-szövetség (FIFA) 1982-től tartotta nyilván bírói keretében. A FIFA JB központi nyelvei közül a angolt beszéli. Több nemzetek közötti válogatott és klubmérkőzést vezetett, vagy működő társának partbíróként segített. Az olasz nemzetközi játékvezetők rangsorában, a világbajnokság-Európa-bajnokság sorrendjében többedmagával a 12. helyet foglalja el 8 találkozó szolgálatával. Az aktív nemzetközi játékvezetéstől 1992-ben vonult vissza. Válogatott mérkőzéseinek száma: 15.

#### Labdarúgó-világbajnokság
A világbajnoki döntőhöz vezető úton Mexikóba a XIII., az 1986-os labdarúgó-világbajnokságra és Olaszországba a XIV., az 1990-es labdarúgó-világbajnokságra a FIFA JB bíróként alkalmazta. 1990-ben kifejezetten partbírói feladatokat kapott. Az egyik csoporttalálkozón és az egyik nyolcaddöntőben tevékenykedhetett. Egy esetben az első számú besorolást kapta, ami a kor előírásai szerint azt jelentette, hogy játékvezetői sérülés esetén neki kellett volna továbbvezetnie a találkozót. Partbírói mérkőzéseinek száma világbajnokságon: 2.

##### 1986-os labdarúgó-világbajnokság

###### Selejtező mérkőzés
| Időpont              | Helyszín                                | Mérkőzés típusa           | Mérkőzés          | Eredmény | Nézők száma |
| -------------------- | --------------------------------------- | ------------------------- | ----------------- | -------- | ----------- |
| 1985. szeptember 11. | Központi Stadion, Lipcse                | előselejtező (4. csoport) | NDK–Franciaország | 2 – 0    | 78 000      |
| 1985. október 16.    | Constant Vanden Stock Stadion, Brüsszel | rájátszás                 | Belgium–Hollandia | 0 – 0    | 36 500      |

##### 1990-es labdarúgó-világbajnokság

###### Selejtező mérkőzés
| Időpont           | Helyszín                       | Mérkőzés típusa           | Mérkőzés                | Eredmény | Nézők száma |
| ----------------- | ------------------------------ | ------------------------- | ----------------------- | -------- | ----------- |
| 1988. október 19. | Olimpiai Stadion, München      | előselejtező (4. csoport) | NSZK–Hollandia          | 0 – 0    | 73 000      |
| 1989. október 11. | Lansdowne Road Stadion, Dublin | előselejtező (6. csoport) | Írország–Észak-Írország | 3 – 0    | 46 000      |

#### Labdarúgó-Európa-bajnokság
Az európai-labdarúgó torna döntőjéhez vezető úton Franciaországba a VII., az 1984-es labdarúgó-Európa-bajnokságra és Svédországba a IX., az 1992-es labdarúgó-Európa-bajnokságra az UEFA JB játékvezetőként foglalkoztatta. 1984-ben a torna egyik középdöntő mérkőzésén, a Franciaország–Portugália találkozót irányító honfitársának, Paolo Bergamo játékvezető egyik asszisztenseként szolgált.

##### 1984-es labdarúgó-Európa-bajnokság

###### Selejtező mérkőzés
| Időpont           | Helyszín                          | Mérkőzés típusa           | Mérkőzés            | Eredmény | Nézők száma |
| ----------------- | --------------------------------- | ------------------------- | ------------------- | -------- | ----------- |
| 1982. június 5.   | Giovanni Celeste Stadion, Messina | előselejtező (7. csoport) | Málta–Izland        | 2 – 1    | 1271        |
| 1983. április 27. | Wembley Stadion, London           | előselejtező (3. csoport) | Anglia–Magyarország | 1 – 0    | 60 000      |

##### 1992-es labdarúgó-Európa-bajnokság

###### Selejtező mérkőzés
| Időpont            | Helyszín                       | Mérkőzés típusa           | Mérkőzés             | Eredmény | Nézők száma |
| ------------------ | ------------------------------ | ------------------------- | -------------------- | -------- | ----------- |
| 1990. november 14. | Lansdowne Road Stadion, Dublin | előselejtező (7. csoport) | Írország–Anglia      | 1 – 1    | 45 494      |
| 1991. november 13. | Práter Stadion, Bécs           | előselejtező (4. csoport) | Ausztria–Jugoszlávia | 0 – 2    | 6212        |

##### U21-es labdarúgó-Európa-bajnokság
Nem volt rendezője a 7., az 1990-es U21-es labdarúgó-Európa-bajnokságnak, ahol az UEFA/FIFA JB mérkőzésvezetőként foglalkoztatta.

###### 1990-es U21-es labdarúgó-Európa-bajnokság
| Időpont           | Helyszín                       | Mérkőzés típusa        | Mérkőzés                | Eredmény |
| ----------------- | ------------------------------ | ---------------------- | ----------------------- | -------- |
| 1990. október 17. | Lokomotiv Stadion, Szimferopol | második döntő mérkőzés | Szovjetunió–Jugoszlávia | 3 – 1    |

#### Nemzetközi kupamérkőzések
Vezetett kupadöntők száma: 1.

##### Kupagyőztesek Európa-kupája
| Időpont           | Helyszín                  | Mérkőzés típusa                          | Mérkőzés                      | Eredmény |        |
| ----------------- | ------------------------- | ---------------------------------------- | ----------------------------- | -------- | ------ |
| 1982. november 3. | Újpesti Stadion, Budapest | selejtező (2. forduló; második mérkőzés) | Újpesti Dózsa–Real Madrid CF  | 0 – 1    |        |
| 1992. május 6.    | Luz Stadion, Lisszabon    | döntő                                    | SV Werder Bremen–AS Monaco FC | 2 : 0    | 16 000 |

## Sportvezetőként
2009-től az Olasz Labdarúgó-szövetség JB elnökségének tagja.

## Szakmai sikerek
- Az olasz JB kiváló szakmai munkáját elismerve, 1982-ben kitüntette a Dr. Giovanni Mauro díjjal (serleggel) és oklevéllel.
- A IFFHS (International Federation of Football History & Statistics) 1987-2011 évadokról tartott nemzetközi szavazásán 151, játékvezető besorolásával minden idők 109, legjobb bírójának rangsorolta, holtversenyben  Ahmet Çakar, Arturo Daudén Ibáñez, Antonio Maruffo Mendoza, Alberto Tejada Noriega, Sergio Fabián Pezzotta, Carlos Silva Valente társaságában.